# Audrey Moore
 (octobre 2014).
Pour les articles homonymes, voir Moore.
Audrey Moore, née Audrey Petoud en 1969 à Neuchâtel, est une actrice et mannequin suisse.

## Filmographie

### Télévision
- 1996 : L'Un contre l'autre : Jennifer (rôle récurrent)
- 1996 : Les Passeurs
- 1997 : Amour et Confusions
- 1998 : Nestor Burma (épisode "Mise à prix pour Nestor Burma")
- 1998 : Les Vacances de l'amour : Daphné Delpech (saison 3 "La belle et le play-boy")
- 1999 : Island détectives (épisode 9)
- 2000 : Le G.R.E.C. (épisode 9)
- 2000 - 2004 : Les Vacances de l'amour : Audrey McAllister (Saisons 4 et 5)
- 2004 : Ariane Ferry (un épisode)
- 2004 : Confession d'un menteur
- 2005 : Alex Santana, négociateur (épisode '"L'affaire Bordier")
- 2005 : Prune Becker série télévisée un épisode
- 2005 : Sous le soleil (saison 7 épisode 13 "La liberté à tout prix" et saison 7 épisode 15 "Parole d'honneur")[2]
- 2007 : Louis la Brocante (saison 10)[3]
- 2011 : Alice Nevers, le juge est une femme (saison 9 épisode 3 Un amour interdit) : Véronique Ménaud
- 2011 : Le juge est une femme : Anita Fargier
- 2013 : Dreams : 1 Rêve 2 Vies : Tara
- 2013 - 2019, 2020 - : Les Mystères de l'amour : Audrey McAllister (Saisons 5 à 13, et 16 à 19 et 24)